# Čogjam Trungpa
Čogjam Trungpa Rinpoče, budistični učitelj, pesnik, umetnik in pisatelj, * 5. marec 1939, Tibet, † 4. april 1987, Halifax, Nova Škotska, Kanada. Pomemben je bil predvsem pri širjenju budizma na zahod ter prevajanju mnogih tibetanskih besedil. Skoval je izraz božanska norost, ki se nanaša na nepredvidljivo obnašanje povezano z verskim iskanjem.Naziv 'rinpoče' je dobil, ker je bil prepoznan za reinkarniranega, bil je namreč enajsti Trungpa tulku, to je generacija lam, ki vodijo samostan v Surmangu. 

## Življenje

### Mladost
Rojen je bil marca v Tibetu kot enajsti Trungpa Tulku. Ti so pomembne osebnosti v liniji Kagju, ene od štirih glavnih šol tibetanskega budizma. Zaradi  tega je bil usposobljen v tradiciji Kagyu, poleg tega je bil izučen tudi po tradiciji Njingma, najstarejši izmed štirih šol ter bil privrženec ri-mé ("nesektaško"), ekumenskega gibanja znotraj tibetanskega budizma, ki si je prizadeval združiti in dati na razpolago vse dragocene nauke različnih šol, brez sektaškega rivalstva. Izučil se je v tradicionalnih samostanskih disciplinah, meditaciji, kaligrafiji ter filozofiji, slikanju tanke (budistična slika na bombaž) in samostanskih plesih. Leta 1958 je prejel diplomo iz Kyorpöna (magister študija) in Khenpe (doktor božanstva) ter bil posvečen za bhikshuja (polnega meniha).

### Pobeg iz Tibeta
29. aprila 1959, ko je imel dvaindvajset let ter je bil na čelu skupine samostanov Surmang, je pobegnil iz domovine. Pobeg je začel načrtovati že leto prej, ko je pobegnil iz svojega samostana, ker ga je zasedla Kitajska ljudska osvobodilna vojska. Celo zimo se je nato skrival in se spomladi odločil za pobeg, saj je izvedel, da so njegov samostan porušili. Pri pobegu se mu je pridružilo 300 beguncev, kar je otežilo pot. Poleg tega so morali potovati po divjini, da so se izognili vojski. Po treh mesecih hoje se dosegli reko Brahmaputra, vendar jih je reko uspešno prečkalo le okoli 70, ker so bili napadeni s strani Kitajske. Zatočišče so dobili šele na Pemako (skrita dolina znana po svojem miru), v Indijo pa so prišli 24. januarja 1960.

### Življenje na zahodu
V Indiji se je naučil angleščine in kasneje s Akong Tulku-jem ustanovil šolo Mlade lame. Šolo je potrdil Dalajlama, s tem pa je Čogjam postal duhovni vodja. Zaradi svojih verskih dosežkov je leta 1963 dobil štipendijo za študij primerjalne religije nauniverzi St Antony's v Oxfordu. Leta 1967, pa je skupaj z Akongom prevzel vodstvo meditacijskega centra na Škotskem, ki se danes imenuje Samye Ling, in velja za prvi tibetanski budistični samostan na Zahodu. Kmalu po preselitvi na Škotsko se je zaradi številnih izkušenj, vključno s prometno nesrečo, ki ga je delno ohromila na levi strani telesa, Čogjam odpovedal samostanskim zaobljubam in deloval kot učitelj laikov. S tem je želel podreti predsodke o tem, kako naj se vede duhovni vodja (guru). Žal se je njegov življenjski slog spremenil, začel je piti in kaditi, spal je s svojimi študenti ter na svoje ure ni več prihajal točno. To obnašanje je imelo posledice, saj je umrl zaradi ciroze jeter. Čeprav je njegovo obnašanje mnoge razjezilo, je imel še vedno veliko zvestih učencev, na povabilo nekaterih se je leta 1970 preselil v ZDA. Istega leta, pred selitvijo, se je poročil z bogato šestnajstletno angleško študentko Diano Judith Pybus. Po preselitvi je veliko potoval in si pridobil sloves po svojem učenju budističnih naukov, ki je bilo predstavljeno v lahko razumljivi obliki. V tem obdobju je vodil 13 seminarjev, med drugim o meditaciji in kako sam postati duhovni vodja. Poleg tega je postal znan po predstavitvi Vajrayane zahodu. To je ena izmed budističnih poti k razsvetljenju. Ta pot velja za ezoterično (za ozek krog ljudi) in je bila pod okriljem budističnih menihov v Tibetu. Ker jo je Čogjam predstavil zahodu, je naletel na kritiko in nasprotovanje posebej zato, ker je bilo biti del njegovega kroga podobno kultu. Čogjam je namreč svoje učence prepričal, da o stvareh, ki jih počnejo, ne bodo spregovorili.

### Centri za meditacijo in izobraževanje
Po svetu jih je ustanovil okoli 100, danes pa jih je že več kot 150. Poznani so pod imenom Šambala (vrsta budističnih naukov). Ustanovil je tudi centre za umik v intenzivno meditacijsko prakso. Prvi tak center v Ameriki je bil Tigrov rep (Karmê-Chöling) v Vermontu. Leta 1973 je Čogjam ustanovil Vajradhatu, ki je zajemal vse njegove severnoameriške institucije s sedežem v Boulderju v Koloradu. Leta 1974 pa je v istem mestu ustanovil Inštitut Naropa, ki je kasneje postal univerza, to je bila tudi prva budistična univerza v severni Ameriki. Leta 1978 je začel s festivalom Dnevi poletja in Dan otrok.  Eno leto kasneje, pa za svojega uradnega naslednika in naslednika rodu Šambala pooblasti svojega najstarejšega sina Ösela Rangdröla Mukpoja.

### Shambhala
Leta 1976 je začel predavati vrsto posvetnih naukov, od katerih so bili nekateri zbrani in predstavljeni kot vizija Shambhala, ki so navdihnili njegovo videnje legendarnega kraljestva Shambala (Šambala). O tem je začel razmišljati ter pisati že pred begom iz Tibeta, vendar se je večina teh spisov med begom izgubila. Po njegovem mnenju to kraljestvo ni fantazija in bi se lahko uresničilo. Praksa vizije Shambhale je uporaba meditacije pozornosti oziroma zavedanja kot načina za povezovanje z osnovno dobroto in zaupanjem. Predstavljena je kot pot, ki "prinaša dostojanstvo, samozavest in modrost na vsako plat življenja". Predlagal je tudi, da bi kraljestvo vodil kot sakyong (tib. Zaščitnik zemlje) z ženo kot kraljica-sopotnica ali sakyong wangmo. Vizija Shambhala je opisana kot nereligiozen pristop, ki temelji na meditaciji in je dostopen posameznikom katere koli religije ali ne. O tej viziji je Čogjam napisal knjigo Shambhala: Svete poti bojevnika. Rekel je, da je bilo to kraljestvo razlog za preselitev na zahod.

### Umetnost in znanost
Čogjam je javnosti omogočil dostop do različnih tradicionalnih kontemplativnih praks (duhovnih razmišljanj) in hkrati vključil že obstoječe interese svojih študentov (zlasti karkoli, ki se nanaša na japonsko kulturo) ter s tem razvil specializirana učenja o meditativnem pristopu do različnih disciplin. Sem spadajo kyūdō (japonsko lokostrelstvo), kaligrafija, ikebana (aranžiranje cvetja), Sadō (japonska čajna slovesnost), ples, gledališče, film, poezija, zdravstvena nega in psihoterapija. Po njegovih besedah je treba približati "umetnost v vsakdanje življenje". S tem namenom je leta 1974 ustanovil fundacijo Nalanda.

### Smrt
Novo Škotsko je prvič obiskal leta 1977, šest let kasneje je v Cape Bretonu ustanovil samostan Karma Kagyü. Leta 1986 se je preselil v glavno mesto te pokrajine, Halifax, kamor je preselil tudi mednarodni sedež Vajradhatuja (prej v Koloradu). Kot posledica njegovega razvratnega življenja je bil ves čas slabega zdravja. 28. septembra 1986 je doživel srčni zastoj, po katerem se mu je stanje še poslabšalo, zaradi česar je potreboval intenzivno nego. Sredi marca 1987, je moral ponovno v bolnišnico, kjer je 4. aprila umrl. Pet dni po svoji smrti naj bi ostal v stanju samādhija. To je nekakšno stanje meditacijskega transa, ki vodi k nirvani. Njegovo telo namreč ni takoj razpadlo in srce je ostalo toplo še nekaj dni. Tudi njegova upepelitev ni bila običajna, spremljali naj bi jo različni atmosferski pojavi in drugi znaki, ki so tradicionalno obravnavani kot znamenja razsvetljenja, npr. pojav mavric in kroženje orlov.

### Po smrti
Vodstvo Vajradhatuja je najprej prevzel njegov ameriški učenec Ösel Tendzin (Thomas Rich), nato pa najstarejši sin Sakjong Mipham Rinpoče. Dvanajsti Trungpa tulku je postal Čokyi Sengaj.

## Priznanja
Predstavniki pomembnih rodbin Čogjamovih tibetansko budističnih tradicij in veliko drugih učiteljev budizma so podpiralo njegovo delo.
V letu 1974 je Čogjam povabil Karmapa XVI., glavo Karma Kagyu linije, da bi prišel poučevat na zahod. Po njegovem obisku je Karmapa Čogjama razglasil za enega najpomembnejših pripadnikov linije Kagyu.
Leta 1981 so Čogjam in njegovi učenci gostili štirinajstega Dalajlamo ob njegovem obisku v Koloradu. O Čogjamu je Dalajlama kasneje napisal "Izjemen kot eden izmed prvih tibetanskih lam, ki se je popolnoma asimiliral v zahodno kulturo, je pomembno prispeval k razodevanju tibetanskega pristopa k notranjemu miru zahodu".
Čogjam je podporo dobil tudi od enega izmed njegovih glavnih učiteljev Dilga Khyentse Rinpočeja, glave linije Nyingma. Poleg številnih sadhan (sredstva za dosego cilja, predvsem z jogo in duhovno meditacijo) in pesmi povečenih Čogjamu, je napisal tudi prošnjo po njegovi smrti, da bi ga imenovali za mahasiddho (oseba, ki s sadhanami doseže duhovni ideal).
Suzuki Roši, ustanovitelj Zen Centra San Francisco in Tassajara Zen Gorskega Centra, eden od pomembnih učiteljev budizma zahodnjakom, je Čogjama opisal v kontekstu pogovora o praznini: »Način, kako se lahko borite s tem je, da vas nekaj podpira, nekaj česar ne poznate. Ker smo ljudje, mora taka vrsta občutka obstajati. Morate ga občutiti v tem mestu ali stavbi ali skupnosti. Ne glede na to, kakšna skupnost je, mora imeti tovrstno duhovno podporo. Zato spoštujem Trungpo Rinpočeja. Podpira nas. Lahko ga kritizirate, ker pije alkohol, kot jaz pijem vodo, vendar je to manjša težava. V celoti ti zaupa. Ve, da če te vedno podpira v pravem pomenu, ga ne boš kritiziral, karkoli že počne. In nima nič proti temu, kar rečeš. To ni bistvo, veste. Ta vrsta velikega duha, ki se ne oklepa neke posebne religije ali oblike prakse, je potrebna za ljudi.«

## Kontroverznosti
Izmed prednikov, ki jih je rodbina Trungpa uradno priznala in na katere se je sam Trungpa kdaj skliceval, so bili mahasiddha Dombipa iz Indije in Drukpa Künlek, nori jogi iz Butana, ki je predstavil Butanu budizem in je slovel po svoji ljubezni do pijače in žensk. Oba sta bila znana po svojem vplivnem vendar neortodoksnem stilu poučevanja.
Čogjamov lastni stil poučevanja je bil pogosto nekonvencionalen. Svojih učencev ni spodbujal pri imitiranju njegovega obnašanja in tisti, ki so se čutili opolnomočene zaradi njegovega vzora, so ga obremenjevali.
Eden od razlogov za kontroverznost Čogjama je bila tudi njegova spolnost, saj je imel veliko zvez s svojimi učenkami. Tenzin Palmo, ki je Čogjama spoznala leta 1962 na Oxfordu, ni postala ena od njegovih spremljevalk, saj se je predstavil kot eden izmed »čistih menihov«. A Palmo je izjavila, da če bi vedela, da je Čogjam imel spolne zveze z ženskami od trinajstega leta, ne bi zavrnila. Čogjam je ponovno uradno razglasil svoje meniške zaobljube leta 1969.
Čogjam je bil prav tako poznan po kajenju tobaka in prostem uživanju alkohola. Veliko njegovih znancev ga je opisalo kot alkoholika. Piti je začel občasno, kmalu po prihodu v Indijo. Pred prihodom v ZDA je Čogjam s športnim avtom trčil v trgovino v Dumfriesu, Škotski. Medtem ko njegov sopotnik ni utrpel resnih poškodb, je Čogjam ostal delno paraliziran. Kasneje je ta dogodek opisal kot ključni dogodek, ki je navdihnil potek njegovega poučevanja. Nekateri viri pripisujejo nesrečo pitju alkohola, drugi so predlagali, da je doživel kap. Čogjam sam je trdil, da se je onesvestil.
Čogjam je pogosto združeval pitje s poučevanjem. V nekaterih primerih je bil preveč pijan, da bi lahko hodil in so ga zato mogli nositi. Poleg tega je bil njegov govor občasno nerazumljiv, kot pričata njegov učenec John Steinbeck in njegova žena. Neka ženska je poročala, da mu je postregla »velik kozarec gina prvo stvar zjutraj«.
Družina Steinbeck je napisala Drugo stran Edena (The other side of Eden), ostro kritičen memoar njihovih življenj s Čogjamom, v katerem so trdili, da je Čogjam  poleg alkohola letno zapravil še 40.000 dolarjev na kokainu in je uporabljal zdravilo Seconal, da se je odvadil kokaina. Steinbeckovi so povedali, da je bila uporaba kokaina skrita pred širšo skupnostjo Vajrayane.
Incident, ki je postal »cause célèbre« (znan kontroverzni dogodek) med nekaterimi pesniki in umetniki, je bila zabava za noč čarovnic med seminarjem v Snowmass Koloradu leta 1975, kjer so tri mesece meditirali in proučevali hinayano, mahayano in vajrajano, veje tibetanskega budizma. Pesnik W. S. Merwin je tisto poletje prispel v Inštitut Naropa, kjer mu je že uveljavljeni pesnik Allen Ginsberg priporočil naj se udeleži seminarja. Čeprav za seboj ni imel zahtevanega večletnega učenja in pripravljalnega miselnega treninga, je Merwin vztrajal pri udeležbi in Čogjam mu je nazadnje odobril njegovo prošnjo – skupaj z Merwinovo partnerko. Na seminarju se je par držal zase. Na zabavi za noč čarovnic jih je več, vključno s Čogjamom, sleklo svoja oblačila in Marwin je bil povabljen na dogodek, vendar je udeležbo zavrnil. Po Čogjamovih ukazih je njegov Vajra stražar vdrl v pesnikovo zaprto sobo ter njega in njegovo partnerko, Dano Naone, privedel proti njihovi volji na zabavo, kjer jih je slekel vpričo gledalcem, ki se niso zmenili za Naonine klice na pomoč. Naslednji dan je Čogjam prosil Merwina in Naone, da ostaneta na seminarju kot učenca ali gosta. Strinjala sta se, da ostaneta še nekaj tednov, da se poučita o Vajrayani, Čogjam pa je obljubil, da ne bo prišlo do ponovnih incidentov. Odšla sta nemudoma po zadnji predstavitvi.
Avtor Jeffery Paine je komentiral incident z izjavo, » ko je Trungpa zaznal  Merwinovo odstopanje od ostalih, bi ga lahko prosil, da odide, ampak se je raje odločil, da je bolj prijazno, če ga strese iz njegove zadržanosti«. Paine je izpostavil tudi ogorčenje pesnikov kot sta Robert Bly in Kenneth Rexroth, ki sta Čogjama imela za fašista.

## Povezave s Slovenijo
Eden izmed mnogih Shambhala centrov je tudi v slovenskem glavnem mestu - Ljubljani. Tam se ukvarjajo z meditacijo, glasbo in budističnimi nauki. Centru se lahko pridružite preko njihove spletne strani ljubljana.shambhala.info. Izmed Čogjamovih številnih del, je v slovenščino prevedeno samo eno, to je Prebijanje skozi duhovni materializem iz leta 1973.